# 11774 Джерн
11774 Джерн (11774 Jerne) — астероїд головного поясу, відкритий 17 жовтня 1977 року.
Тіссеранів параметр щодо Юпітера — 3,146.